# Goggomobil
Goggomobil foi uma série de microcarros produzidos pela Hans Glas na cidade bávara de Dingolfing entre 1955 e 1969.
A Glas produziu três modelos na plataforma Goggomobil: o sedã Goggomobil T, o cupê Goggomobil TS e o furgão Goggomobil TL. O motor era uma unidade de dois cilindros, dois tempos, refrigerada a ar, originalmente com 250 cc, mas posteriormente disponível em tamanhos maiores de 300 cc e 400 cc. Ele tinha uma transmissão elétrica pré-seletiva construída pela Getrag e uma embreagem manual. O motor ficava atrás das rodas traseiras. A suspensão era independente em todas as direções usando molas helicoidais com eixos oscilantes.
214.313 sedãs, 66.511 cupês e 3.667 furgões e picapes Transporter foram construídos de 1955 a 1969.

## Sedã T

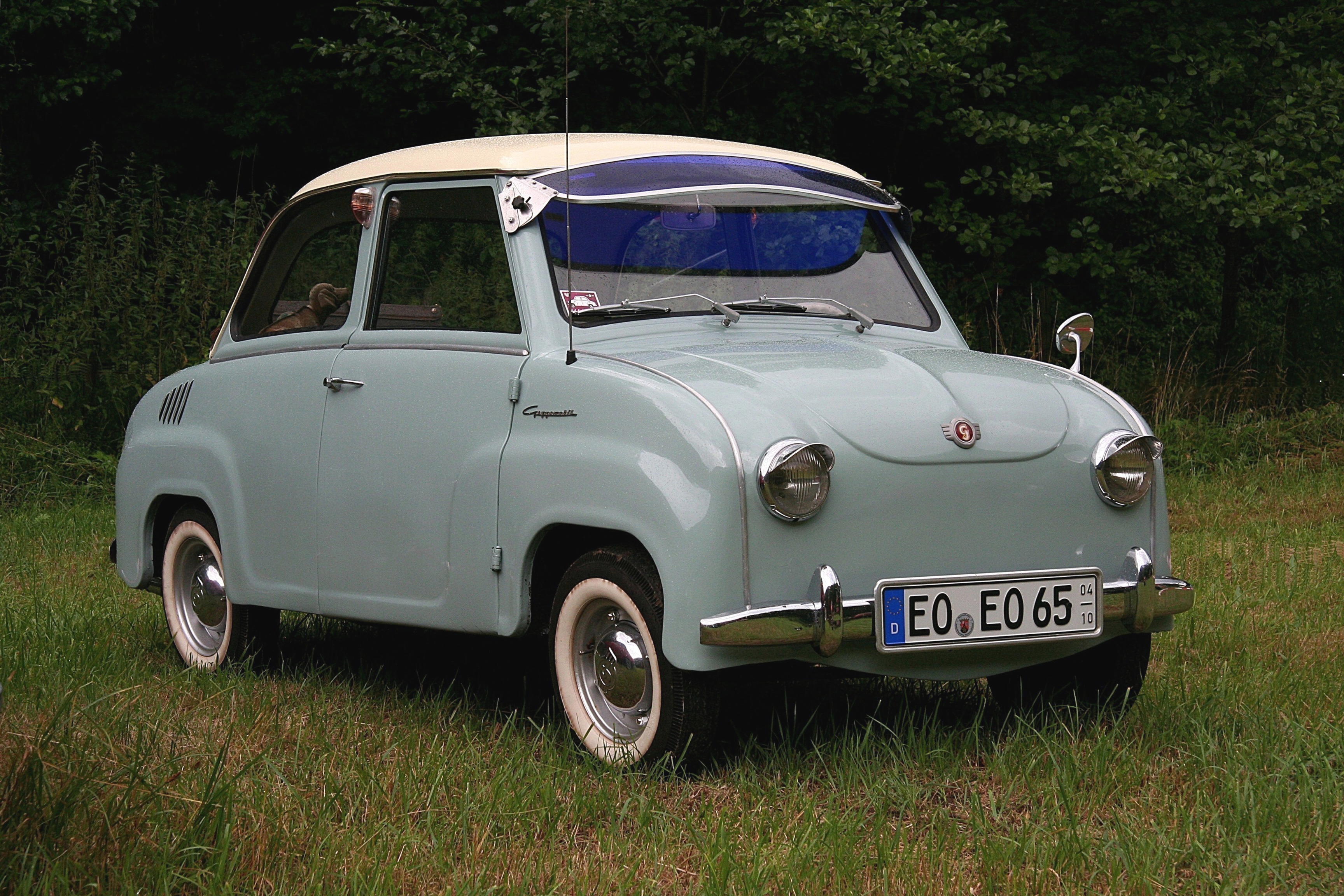
Goggomobil T250 com janelas de corda

O Goggomobil T250 foi apresentado pela Glas no salão internacional de bicicletas e motocicletas IFMA de 1954. O T250 era um sedã de duas portas de aparência convencional com um motor de dois cilindros em linha e dois tempos refrigerado a ar de 245 cc montado na traseira.
Mudanças de design foram feitas no T250 em 1957. Dois limpadores de para-brisa foram usados em vez do limpador único anterior, e as janelas deslizantes nas portas foram alteradas para janelas de corda. Além disso, nessa época, o T300 e o T400 ficaram disponíveis; eles tinham motores maiores de 300 cc e 400 cc de capacidade, respectivamente.
A última mudança de design para o sedã T ocorreu em 1964, quando as portas suicidas com dobradiças traseiras foram substituídas por portas convencionais com dobradiças dianteiras.
214.313 sedãs foram construídos antes do fim da produção em 30 de junho de 1969.

## Cupê TS

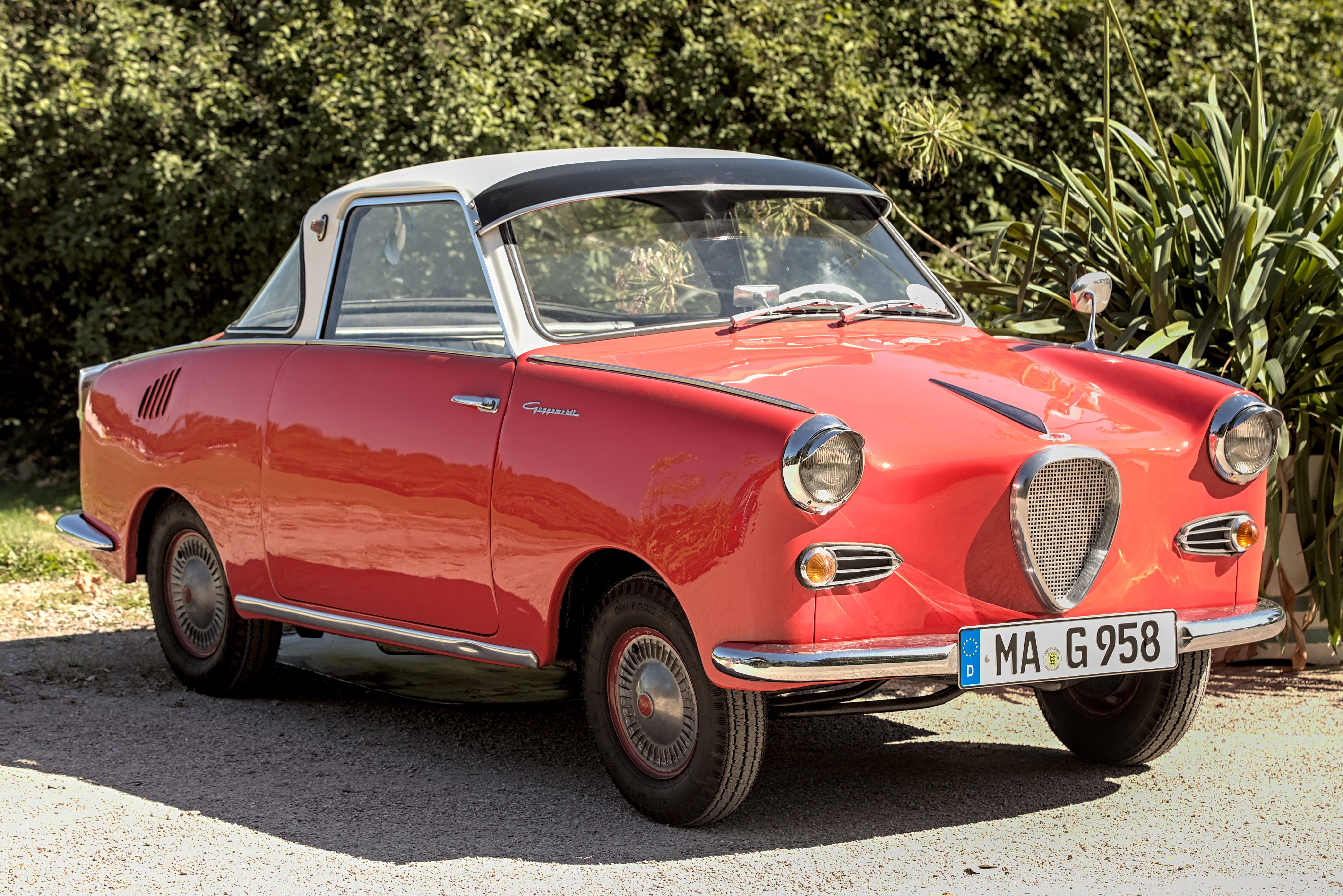
TS 250 Coupe

O cupê Goggomobil TS 2+2 foi introduzido na feira IFMA de 1957 junto com o sedã T aprimorado. Ele estava disponível como TS250, TS300 e TS400, o número refletindo o tamanho aproximado do motor em centímetros cúbicos.
A única grande mudança de design no cupê TS foi a mudança de portas suicidas com dobradiças traseiras para portas convencionais com dobradiças dianteiras em 1964.
O cupê TS sempre foi de dez a vinte por cento mais caro que o sedã T. A produção total de cupês TS foi de 66.511.

### Especificações e desempenho do TS 300
As especificações de um Goggomobil TS 300 Coupe 1957 são:
- Configuração — Motor traseiro Glas 2 tempos, 298 cc de cilindrada
- Motor — 2 cilindros, 2 tempos, refrigerado a ar, 58 x 56 mm de diâmetro e curso, compressão de 6,0:1, 15 hp (11 kW) a 5.000 rpm, torque de 24 N⋅m.
- Transmissão — 4 marchas mais ré (com pré-seletor elétrico como opção disponível).
- Velocidade máxima — 85 km/h
- Pneus — 4,80 x 10 polegadas
- Peso — 420 kg
- Distância entre eixos — 1.800 mm[8]
- Altura - 1.200 mm[8]
- Comprimento - 2.910 mm[8]
- Largura - 1.300 mm[8]

Um cupê TS300 testado pela revista britânica The Motor em 1957 tinha uma velocidade máxima de 95,3 km/h e podia acelerar de 0 a 80 km/h em 27,9 segundos. Um consumo de combustível de 17  km/L foi registrado. O carro de teste custou £ 625, incluindo impostos de £ 209 no mercado do Reino Unido..

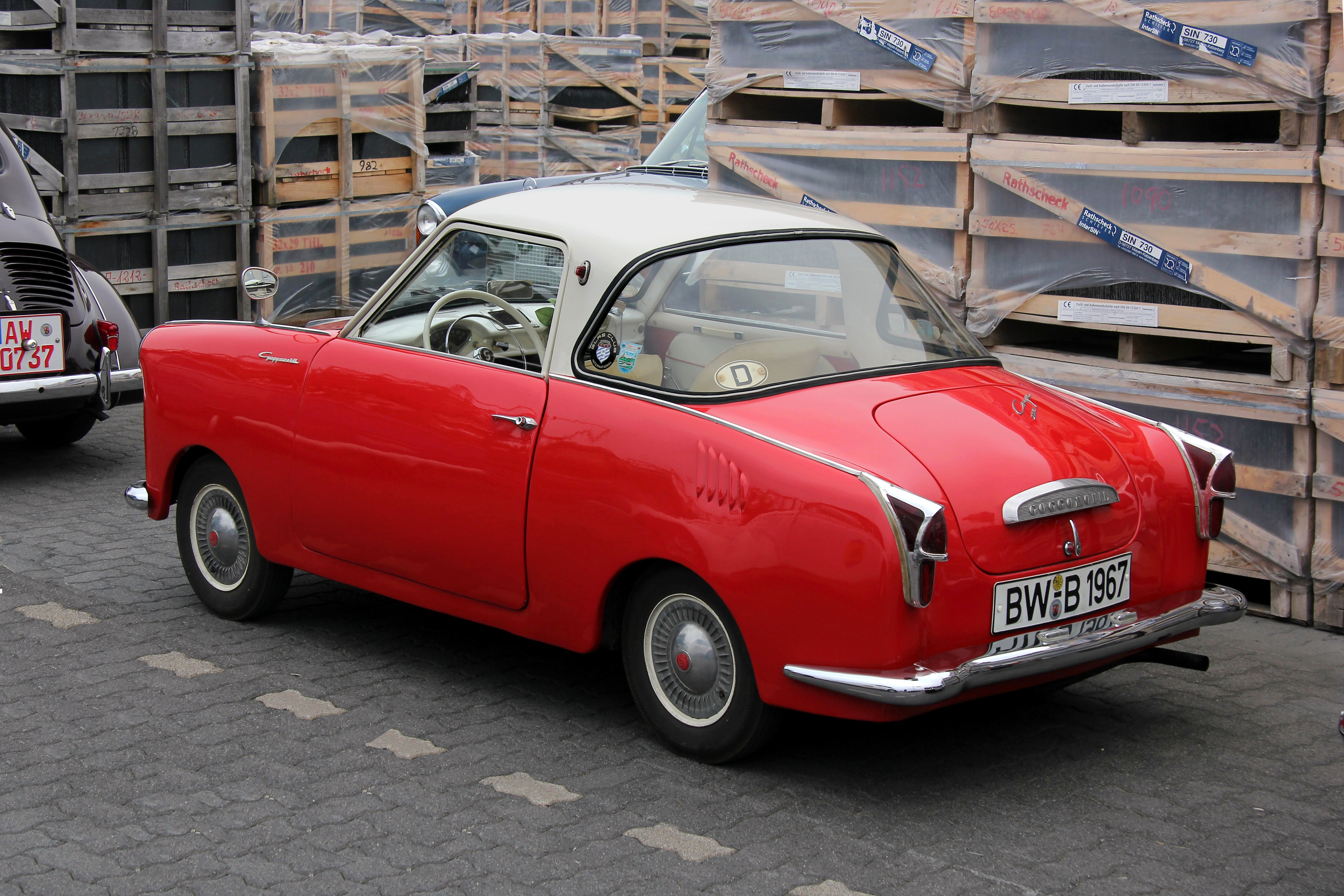
Goggomobil Coupé

### Especificações do TS 250
As especificações de um Goggomobil TS 250 Coupe 1958 são:
- Configuração — Motor traseiro Glas 2 tempos, 247 cc de cilindrada
- Motor — 2 cilindros, 2 tempos, refrigerado a ar, 13,6 hp (10,1 kW) a 5.000 rpm
- Transmissão — 4 marchas mais ré
- Velocidade máxima — 75 km/h
- Pneus — 4,40 x 10 polegadas
- Peso — 415 kg

## Furgão Goggomobil Transporter TL

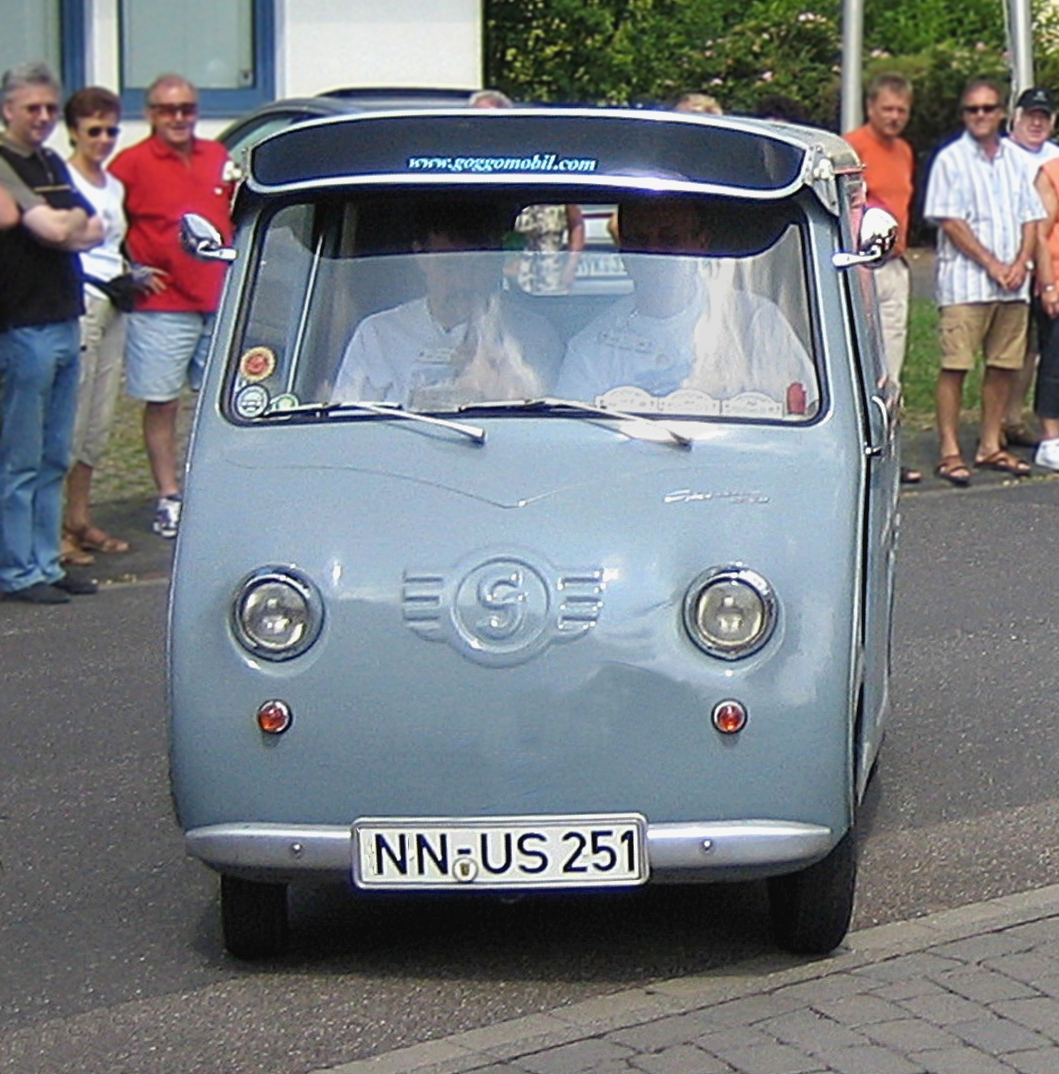
Furgão Goggomobil Transporter

O Goggomobil Transporter, ou Goggomobil TL, foi introduzido na feira IFMA de 1956. O Transporter foi construído em grande parte a pedido do Serviço Postal Federal Alemão, que adquiriu mais de 2.000 Transporters entre outubro de 1957 e novembro de 1965.
O Transporter tinha portas dianteiras deslizantes. Estava disponível como um furgão fechado com portas traseiras duplas ou como uma picape com uma porta traseira para a caçamba aberta. As picapes Transporter eram frequentemente usadas por serviços municipais como limpa-neves ou varredores de rua.
3.667 furgões e picapes Transporter foram produzidos.

## Goggomobil Dart

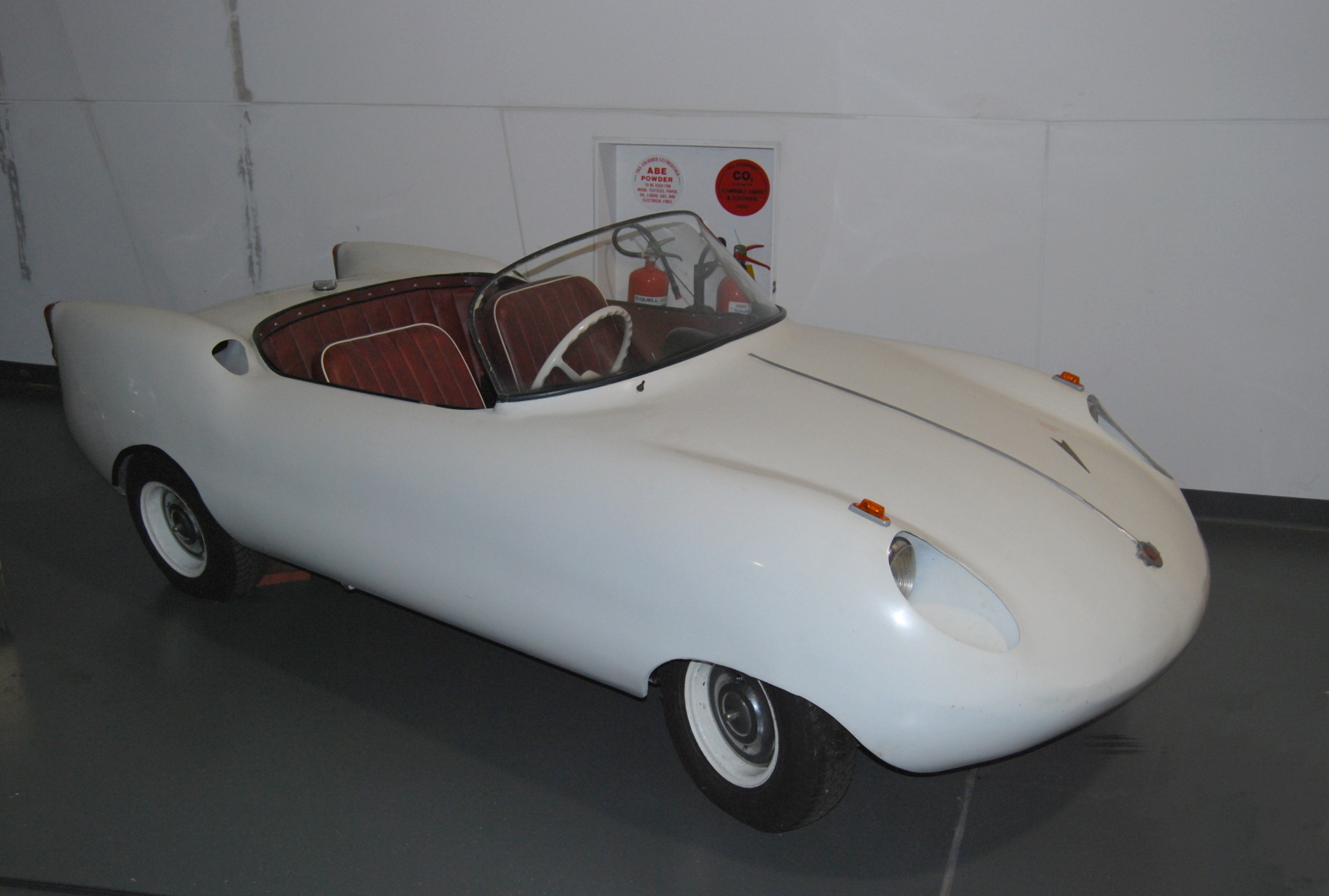
Goggomobil Dart

Entre 1957 e 1961, cerca de 700 carros esportivos chamados Goggomobil Dart foram produzidos pela Buckle Motors Pty Ltd em Sydney, na Austrália. Outros modelos Goggomobil também foram produzidos sob licença, incluindo variantes de sedã, cupê, cupê-conversível e furgão leve. Eles foram equipados com carrocerias de fibra de vidro produzidas na Austrália no lugar das carrocerias de aço de seus equivalentes alemães. A produção australiana totalizou aproximadamente 5.000 unidades.